# 知井村
知井村（ちいむら）は、京都府北桑田郡にあった村。現在の南丹市美山町の東半にあたる。

## 地理
- 山岳：掛橋谷山、奥八丁山、ハナノ木段山、品谷山、大段谷山、天狗岳、三国岳、ホサビ山、奥東山、磯木山、白木山、八ヶ峰
- 河川：由良川

## 歴史
- 1889年（明治22年）4月1日 - 町村制の施行により、南村・北村・中村・河内谷村・下村・知見村・江和村・田歌村・芦生村・白石村・佐々里村の区域をもって発足。
- 1955年（昭和30年）3月1日 - 平屋村・宮島村・鶴ヶ岡村・大野村と合併して美山町が発足。同日知井村廃止。